# Бадерих
Бадерих (лат. Badericus; убит в 529 году) — король тюрингов (ок. 507—529).

## Биография
Бадерих был сыном короля Бизина и его второй супруги Мении.
После смерти умершего около 507 года отца Бадерих правил тюрингами совместно со своими братьями Герменефредом и Бертахаром. После того как в 525 году Герменефред убил Бертахара, Бадерих разделил с тем власть над королевством.
В 529 году Герменефред, подстрекаемый своей женой Амалабергой, в союзе с королём Австразии Теодорихом I, которому пообещал половину королевства тюрингов, объявил Бадериху войну. В произошедшем сражении Герменефред и Теодорих I одержали победу, а Бадерих погиб. Однако Герменефред отказался выполнить своё обещание и сохранил за собой всё королевство, став единовластным правителем Тюрингии.